# دی‌ان‌ای (فیلم ۱۹۹۷)
«دی‌ان‌ای» (انگلیسی: DNA) فیلمی در ژانر اکشن و علمی–تخیلی است که در سال ۱۹۹۷ منتشر شد. از بازیگران آن می‌توان به یورگن پروچنو، مارک داکاسیوس، و کورنبرگ آرون براون اشاره کرد.